# Randers Skyttekreds
Randers Skyttekreds eller Randers SK, forkortet RSK, er en skytteklub beliggende i Vorup ved Randers.
Randers Skyttekreds har 15 meter-baner til indendørs skydning, og 50 m-baner til udendørs skydning, og har tidligere haft 200 m-baner til udendørs skydning. Langdistance skydning; 200 m, 300 m, og terrænskydning, foregår udenbys i dag.
Idrætsforeningen har ca. 350 aktive medlemmer i aldersgruppen mellem 8-10 år og 75-80 år. Riffelskytterne skyder inden for Dansk Skytte Union og DGI skydning (tidligere De Danske Skytteforeninger), hvor DSU står for eliteskytter, og DGI står for idrætsskytter. Alle riffelskytter deltager i mesterskaber og stævner.
Klubben blev stiftet den 14. maj 1861, og er dermed en af landets ældste idræts foreninger, og samtidigt en af de største skytteforeninger i Danmark.

## Sportslige højdepunkter
- Olympiske lege: 1900, 1908, 1912, 1920, 1924; 2 guldmedaljer, 2 sølv- og 1 bronze-.
- Landskampe nordiske lande: 2013, guldmedalje til Danmark og Randers Skyttekreds.
- Danmarksmesterskaber, udendørs: 2012, guld
- Danmarksmesterskaber, indendørs: 2012, guld og Præmievåben, 2013 Guld J1 og Guld BK individuelt, bronze foreningshold
- SK-Cup: 2013, sølvmedalje

### RSK har indgået i følgende forbund gennem historien
- DDS (De Danske Skytteforeninger) (10. februar 1861)
- RAS (Randers Amt Skytteforeninger) (1. juli 1867)
- DSU (Dansk Skytte Union) (24. juni 1913)
- DDS&G (De Danske Skytte- og Gymnastikforeninger) (1919)
- JSF (Jyllands Skytte Forbund) (13. september 1925)
- DDSG&I (De Danske Skytte, Gymnastik og Idrætsforeninger) (1930)
- DHIF (Dansk Handicap Idræts-Forbund) (1971)
- DGI (Danske Gymnastik- & Idrætsforeninger) (1992)
- DGI-Skydning (1. januar 2013)